# Podveža
Podveža – wieś w Słowenii, w gminie Luče. W 2018 roku liczyła 126 mieszkańców.